# Juden (Adelsgeschlecht)

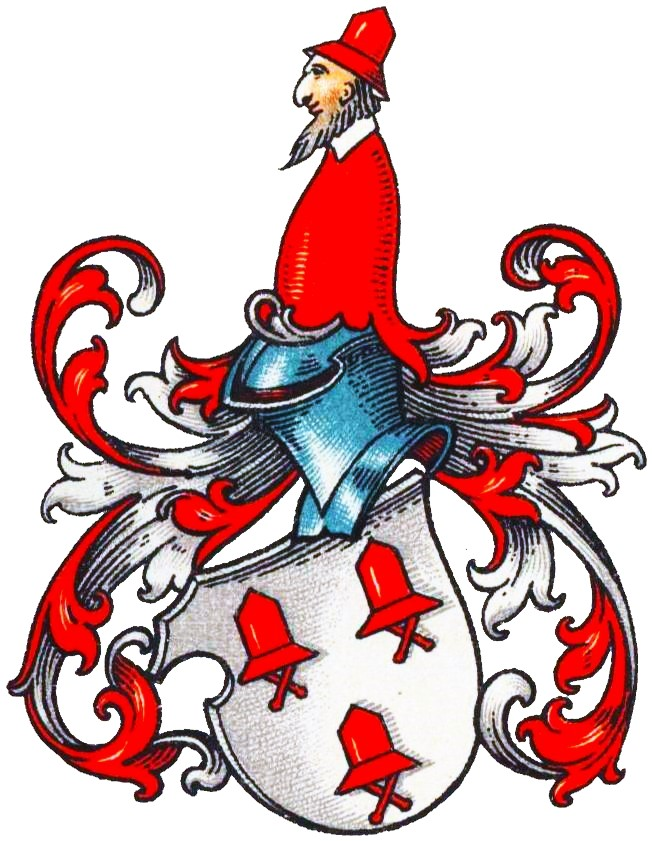
Wappen derer von Juden im Wappenbuch des Westfälischen Adels

Juden (auch Jude, Jüdden, Joeden o. ä.) ist der Name eines erloschenen rheinländisch-westfälischen Adelsgeschlechts.

## Geschichte
Das Geschlecht war bereits ab 1224 im Bistum Paderborn angesessen. Gleichzeitig war es eines der bedeutendsten ritterlichen Geschlechter der Stadt Köln. Im 14. und 15. Jahrhundert kam es auch nach Kurland. In Köln nannte sich die Familie meistens Jüdden, in Westfalen Juden und in Kurland Joeden.
Im Rheinland saß die Familie bereits 1278 auf Dülken, 1439 Brühl bei Köln, 1641–1721 Rheindorf bei Bonn und Bisenberg a. d. Waal. In Westfalen hatte die Familie 1662–1778 Borgholz, 1760 Natzungen, beide bei Warburg, 1760 Rothe und Tietelsen bei Höxter, 1769 Gröpperhof und Küterbrock im Lippeschen sowie 1778 Aussel (ehemals Kreis Wiedenbrück).
In Reval kommt bereits 1343 ein Johannes Jode als Hausbesitzer vor. 1421 war der Deutschordenbruder Hermannus Yode an der Universität Rostock immatrikuliert. 1422 wurden Heinrich Joeden und seine Erben von dem Ordensmeister Siegfried Lander von Spanheim mit Paplacken im Kirchspiel Durben in Kurland und anderen Ländereien belehnt. 1425 war Hermann Joeden livländischer Ordensritter. Jacob Jode verkaufte 1553 mit Zustimmung seines Schwiegersohns die Dörfer und Lande Ivenick und Paplacken, die er von seinen Eltern geerbt hatte. Jacob war verheiratet mit Margarethe Buchholtz und besaß auch Ilgen (Illien) im Grobienschen, der von seinem Vater Asmus von Joeden, verheiratet mit Margaretha Rummel, geerbt hatte. Die Eheleute hatten offenbar nur eine Tochter, die mit einem von Dönhoff verheiratet war.
Engelhard Juden war 1427–1472 Domherr zu Paderborn. Friedrich Freiherr von Jüden war noch 1806 Domherr im Domkapitel zu Minden. In Westfalen erlosch die Familie laut Max von Spießen mit dem Tod von Maria Clara Sophia Julie von Juden am 3. April 1832.

## Wappen
Blasonierung im Wappenbuch des Westfälischen Adels: In Silber drei (2:1) rote Judenhüte. Auf dem Helm mit rot-silbernen Helmdecken eine rot-gekleidete bärtige Judenpuppe mit rotem Hut.
Hinsichtlich der Tingierung sind mehrere Varianten bekannt, etwa silberne Hüte in Rot (oder Blau) (Köln), schwarze Hüte in Gold (Kleve) oder blaue Hüte in Silber (Kurland), die Decken entsprechend.

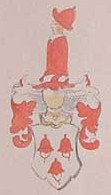
Wappen derer von Juden im Paderborner Rittersaal (westfälische Tingierung)
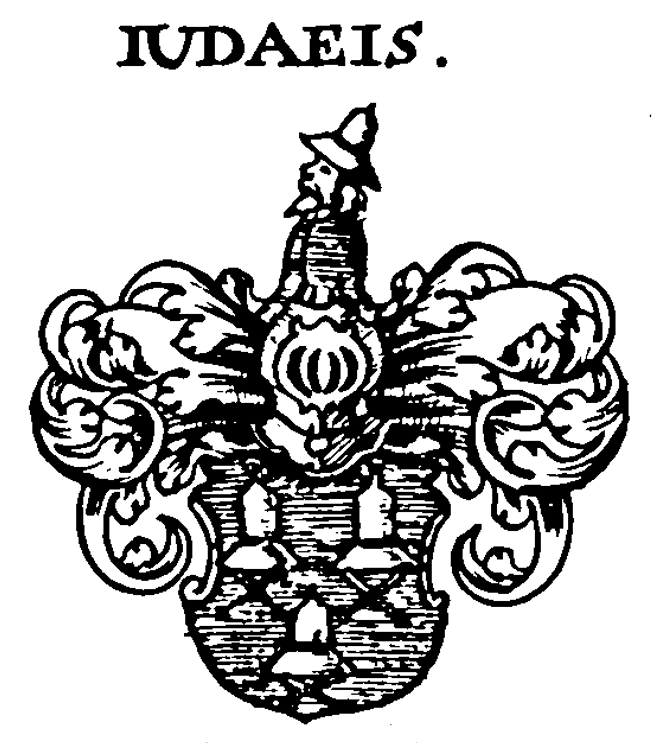
Wappen der Iudaeis in Siebmachers Wappenbuch (kölnische Tingierung)
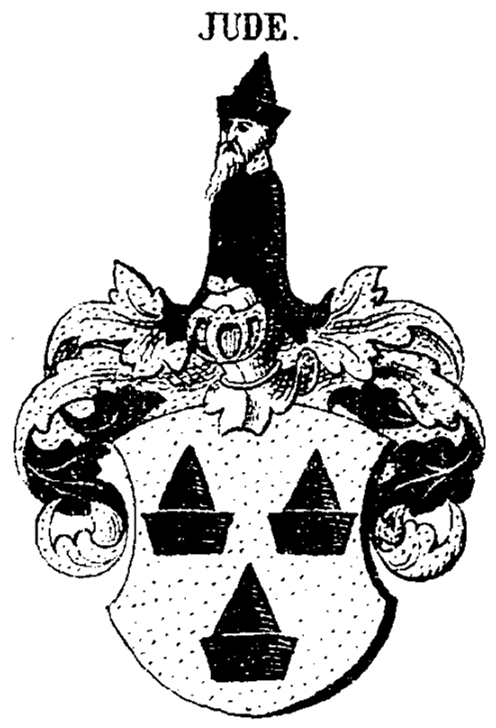
Wappen derer von Jude in Siebmachers Wappenbuch (klevische Tingierung)
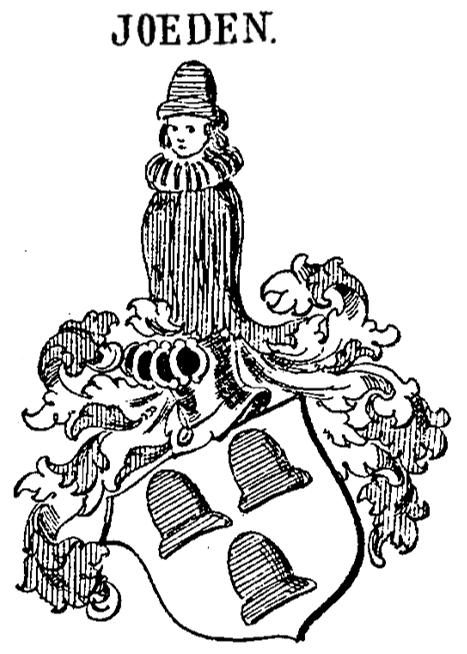
Wappen derer von Joeden in Siebmachers Wappenbuch (kurländische Tingierung)